# Municipio de Washington (condado de Guernsey)
El municipio de Washington (en inglés: Washington Township) es un municipio ubicado en el condado de Guernsey en el estado estadounidense de Ohio. En el año 2010 tenía una población de 456 habitantes y una densidad poblacional de 7,13 personas por km².

## Geografía
El municipio de Washington se encuentra ubicado en las coordenadas 40°10′42″N 81°23′13″O / 40.17833, -81.38694. Según la Oficina del Censo de los Estados Unidos, el municipio tiene una superficie total de 63.95 km², de la cual 63,87 km² corresponden a tierra firme y (0,12 %) 0,08 km² es agua.

## Demografía
Según el censo de 2010, había 456 personas residiendo en el municipio de Washington. La densidad de población era de 7,13 hab./km². De los 456 habitantes, el municipio de Washington estaba compuesto por el 98,25 % blancos, el 0,66 % eran afroamericanos, el 0,22 % eran amerindios y el 0,88 % eran de una mezcla de razas. Del total de la población el 3,07 % eran hispanos o latinos de cualquier raza.